# Polythéa (Héraklion)
Polythéa, en grec moderne : Πολυθέα est un village du dème de Minóa Pediáda, en Crète, en Grèce. Selon le recensement de 2011, la population de Polythéa compte 364 habitants. Il est situé à une altitude de 355 m et à une distance de 0,5 km de Kastélli.